# Yanomamius
Genre
Yanomamius est un genre d'araignées mygalomorphes de la famille des Theraphosidae.

## Distribution
Les espèces de ce genre se rencontrent au Brésil et au Venezuela.

## Liste des espèces
Selon World Spider Catalog (version 22.0, 15/03/2021) :
- Yanomamius franciscoi Bertani & Almeida, 2021
- Yanomamius neblina Bertani & Almeida, 2021
- Yanomamius raonii Bertani & Almeida, 2021
- Yanomamius waikoshiemi (Bertani & Araújo, 2006)

## Publication originale
- Bertani & Almeida, 2021 : « Yanomamius n. gen., a new genus of tarantula from Brazilian and Venezuelan Amazon (Araneae, Theraphosidae), with description of three new species. » Zootaxa, no 4933(3), p. 324-340.